# Professionnelles Beautés

Professionnelles Beautés est le titre d'une collection d'essais par Robert de Montesquiou parue en 1905. Elle est dédiée au marquis de Clermont-Tonnerre.

## Chapitres
1. Pro domo
2. Le Pavillon des Muses
3. Recluse de beauté (comtesse de Castiglione)
4. Deux Muses (comtesse de Noailles et Madame Lucie Delarue-Mardrus)
5. Le Docteur ès-nuits (Docteur Joseph-Charles Mardrus)
6. Le Pervers (Aubrey Beardsley)
7. Fleurs de Raffaëlli (Jean-François Raffaëlli)
8. Femmes de Gandara (Antonio de La Gandara)
9. Fleurs et femmes d'Helleu (Paul César Helleu)
10. Une tête d'Helleu (Paul César Helleu)
11. L'Impératrice des rosés (Madeleine Lemaire)
12. Un maître-femme (Louise Catherine Breslau)
13. Un narcisse bourgeois (Alfred Bruyas)
14. La Sonnette (Madame Aubernon)
15. Du droit de tracer des caricatures
16. Une liquidation nationale (Exposition universelle de 1900)
17. Pays des aromates